# Garanhuns
Garanhuns est une ville brésilienne de l'est de l'État du Pernambouc. 

## Géographie
Garanhuns se situe par une latitude de 08° 53' 25" sud et par une longitude de 36° 29' 34" ouest, à une altitude de 900 mètres.
Sa population était de 124 511 habitants au recensement de 2007. La municipalité s'étend sur 472 km2.
Elle est le principal centre urbain de la microrégion de Garanhuns, dans la mésorégion de l'Agreste du Pernambouc.